# Смоленский областной радиотелецентр
Смоленский областной радиотелевизионный передающий центр (филиал РТРС «Смоленский ОРТПЦ») — подразделение Российской телевизионной и радиовещательной сети (РТРС), основной оператор цифрового эфирного и аналогового эфирного теле- и радиовещания Смоленской области. Филиал обеспечивает 98,4 % населения Смоленской области 20-ю бесплатными цифровыми эфирными телеканалами: «Первый канал», «Россия-1», «Матч ТВ», НТВ, «Пятый канал», «Россия К», «Россия 24»,"Карусель (телеканал)", «Общественное телевидение России», «ТВ Центр», «Рен-ТВ», «Спас», СТС, «Домашний», «ТВ-3», «Пятница», «Звезда», «Мир», ТНТ, «Муз-ТВ» и радиостанциями «Радио России», «Маяк» и «Вести ФМ». До создания филиалом цифровой эфирной телесети жители большинства населенных пунктов, за исключением Смоленска, могли принимать не более трех-пяти телеканалов. Таким образом, в 2009—2018 годах Смоленский радиотелецентр РТРС увеличил возможности телесмотрения для жителей Смоленской области в среднем в четыре-семь раз.

## История
В 1956 году была основана Смоленская дирекция радиорелейной линии и ретрансляционной телевизионной станции Смоленского производственно-технического управления связи. Начато планирование строительства ретрансляционной станции в Смоленске с башней высотой 180 м.
В августе 1957 года в Смоленске прошел коллективный просмотр телевизионной программы из Москвы. Для этого на самолет был установлен приемо-передающий ретранслятор, принимавший сигнал из Москвы. Самолет курсировал между городами Гжатском (ныне Гагарин) и Вязьмой. В Москве тогда проходил Всемирный фестиваль молодежи и студентов, и жители Смоленской области смогли увидеть трансляцию с его мероприятий.
Официальной датой начала телевизионного вещания в Смоленской области считается 7 ноября 1957 года: в этот день в Смоленске состоялся показ первой телевизионной передачи.
С 5 ноября 1958 года, благодаря строительству радиорелейной линии Москва-Смоленск, жители Смоленской области начали принимать телевизионные передачи из Москвы.
В 1959 году смонтированы телевизионные ретрансляторы в городах Вязьма, Гагарин, Сафоново, Рославль.
В 1967 году вместе со всей страной Смоленщина стала принимать программу Центрального телевидения в цветном изображении.
В 1971 году Смоленская дирекция радиорелейной линии и ретрансляционной телевизионной станции переименована в Областную радиотелевизионную передающую станцию.
В 1986 году закончено строительство и начата опытная эксплуатация нетипового высотного строения — ретрансляционной станции с мачтой высотой 350 м в деревне Смогири Кардымовского района.
В 1993 году Смоленский областной радиотелевизионный передающий центр выделен из состава ГПСИ «Россвязьинформ» как государственное предприятие с правом юридического лица и непосредственным подчинением Министерству связи Российской Федерации.
В 1998 году после создания ВГТРК Смоленский радиотелецентр вошел в состав компании на правах филиала.
В 2001 году на основании Указа Президента Российской Федерации № 1031 от 13 августа 2001 года, соответствующего распоряжения правительства, Смоленский радиотелецентр был выведен из состава ВГТРК и преобразован в филиал РТРС «Смоленский ОРТПЦ».

## Деятельность
3 декабря 2009 года постановлением Правительства России № 985 утверждена федеральная целевая программа «Развитие телерадиовещания в Российской Федерации на 2009—2015 годы», которая определила этапы и сроки совершения перехода страны на цифровые технологии в телевещании.
В августе 2012 года в Смоленской области было запущено 10 каналов первого мультиплекса цифрового эфирного телевидения. Трансляция в формате DVB-T2 началась с самого мощного цифрового передатчика в регионе — РТПС Смогири.
В июне 2014 года в Смоленской области был запущен второй мультиплекс, включающий еще 10 каналов. Это позволило жителям области смотреть бесплатно 20 общероссийских обязательных общедоступных телеканалов в цифровом качестве.
В 2015 году филиал полностью завершил строительство сети первого мультиплекса в Смоленской области.
В 2017 году коллектив смоленского филиала РТРС отметил 60-летие областного радиотелецентра.
27 декабря 2017 года региональное вещание канала ГТРК «Смоленск» было запущено на всех 30 объектах цифровой сети Смоленской области.
26 декабря 2018 года специалисты Смоленского радиотелецентра включили все передатчики второго мультиплекса в регионе.
3 июня 2019 года Смоленская область отключила аналоговое вещание федеральных телеканалов и перешла на цифровое вещание.
3 февраля 2020 года Смоленский радиотелецентр начал вещание в цифровом формате программ телеканала «Регион 67» в сетке телеканала ОТР.

## Организация вещания
РТРС транслирует в Смоленской области:
- 20 телеканалов и три радиостанции в цифровом формате;
- два телеканала в аналоговом формате.

Инфраструктура эфирного телерадиовещания включает:
- областной радиотелецентр;
- четыре производственных подразделения;
- центр формирования мультиплексов;
- 50 передающих станций;
- 40 антенно-мачтовых сооружений;
- 83 приемных земных спутниковых станции;
- 31 радиорелейную станцию;
- 1314 км радиорелейных линий связи.[28]

## Научно-технические изыскания
Электромеханик Смоленского радиотелецентра РТРС Валерий Баранов участвовал в изобретении устройства контроля контактирования интегральных схем. Валерий Баранов также изобрел устройство для измерения площади плоских фигур.

## Социальная ответственность
19 марта 2020 года заключен коллективный договор РТРС на 2020—2023 годы. Коллективный договор сохранил более 30 социальных льгот сверх предусмотренных Трудовым кодексом Российской Федерации, взаимные обязательства работодателя и работников по вопросам оплаты труда, улучшения условий и охраны труда работников, занятости, обучения.

## Награды
В 2014 году Смоленский радиотелецентр стал победителем ежегодного корпоративного конкурса РТРС в группе филиалов с численностью до 110 человек.